# 评陶铸的两本书
《评陶铸的两本书》，是文化大革命初期1967年9月姚文元在《人民日报》上发表的文章。文章发表之后不久，時任中華人民共和國國務院副總理、中共中央政治局常委、中央文化革命小组顾问的陶鑄即被整倒。
姚文元在陶鑄的著作《理想·情操·精神生活》、《思想·感情·文采》中穿鑿附會。并散佈謠言說陶鑄在南京監獄期間，曾向蔣介石求情，并自稱“學生”（陶鑄為黃埔軍校第五期畢業）。在文中，姚文元一連提出數十余種罪名，其中包括：“漏网的大右派”、“资产阶级反动路线忠实的执行者和宣传者”、“资产阶级的忠实代理人”、“走资本主义道路的当权派”、“混进来的反革命两面派”、“赫鲁晓夫式的野心家”、“篡党的阴谋家”、“南霸天”等。
次月，陶鑄病情惡化；同年底，其因膽癌去世。